# ベービング
ベービング (ドイツ語: Böbing) は、ドイツ連邦共和国バイエルン州オーバーバイエルン行政管区のヴァイルハイム＝ショーンガウ郡に属す町村（以下、本項では便宜上「町」と記述する）で、ロッテンブーフ行政共同体を構成する自治体の一つである。

## 地理
ベービングはオーバーラント地方に位置する。

### 自治体の構成
この町は、公式には 22の地区 (Ort) からなる。このうち小集落や孤立農場などを除く集落を以下に列記する。
- ベービング
- グラムバッハ
- キルンベルク
- プシュラッハ
- ヴィムペス

## 歴史
ベービングの名前はアレマン人の氏族、バーボ族あるいはベーボ族に由来する。この町に属す集落はヴェルフ4世からロッテンブーフ修道院に寄贈された。これは1074年12月27日の書類により証明されている。ベービングはバイエルン選帝侯領のロッテンブーフ修道院が所有し、閉鎖ホーフマルク・ロッテンブーフの一部となっていた。バイエルンの行政改革に伴う1818年の市町村令により、現在の自治体が成立した。

### 人口推移
- 1970年 1,207人
- 1987年 1,396人
- 2000年 1,569人

## 行政
町長はペーター・エアハルト (CSU/Junge Union/Part.fr.Wähler) であり、2002年にヨーゼフ・シャウアー (CSU/Parteifreie Wähler) からこの職を引き継いだ。

## 文化と見所
- 町の中心部に建つ、ルルドの泉を有する美しいカトリック教会。
- シェーンベルク地区へ向かう町外れにあるペスト墓地。1643年のペスト禍の犠牲者が葬られている。毎年8月中旬にこの墓地への小さなパレードが行われる。

## 経済と社会資本

### 教育
- 国民学校 1校